# EMモバイルブロードバンド
EMモバイルブロードバンド（イーエムモバイルブロードバンド）は、イー・モバイルが提供する高速データ通信サービス(第3世代移動通信システムおよび第3.5世代移動通信システム)の総称。2007年3月31日よりサービス開始。

## 概要
イー・モバイルが提供する高速データ通信サービスで、通信方式はW-CDMA/HSDPA/HSUPA/HSPA+規格/DC-HSDPA（2010年12月末現在）を導入している。ただし、HSPA+とDC-HSDPAについては、EMOBILE G4のブランドにて別途サービスされているため、そちらを参照されたい。
2010年12月末現在の最大速度は、下り最大速度42Mbps、上り最大速度5.8Mbpsである（厳密には、当サービスのエリアのすべてがEMOBILE G4にも対応している形となっている）。
2018年1月31日を以て、停波となり、使用不可となる予定。その後は、当サービスで使用している周波数帯域は、LTEサービスに転用される予定。

## サービス展開

### 料金プラン
データ通信サービス専用プランとして、下り最大速度7.2Mbps対応プランと、下り最大速度42Mbps対応プランがある。なお下り最大速度42Mbpsデータ通信サービス開始に伴い、下り最大速度21Mbps対応プランは「EMOBILE G4」プランに切り替わった。

### サービスエリア
サービスエリアは2010年12月末現在人口カバー率90％以上となっている。
また、2010年3月末時点で東京・名古屋・大阪の全地下鉄駅のエリア化が完了した。